# Dracosciadium saniculifolium
Dracosciadium saniculifolium är en flockblommig växtart som beskrevs av Olive Mary Hilliard och Brian Laurence Burtt. Dracosciadium saniculifolium ingår i släktet Dracosciadium och familjen flockblommiga växter. Inga underarter finns listade i Catalogue of Life.